# Gasteria
Gasteria Duval è un genere di piante succulente appartenente alla famiglia delle Asphodelaceae, originario dell'Africa australe.
Il suo nome deriva dal greco gastèr (ventre) per via della forma del fiore.

## Descrizione

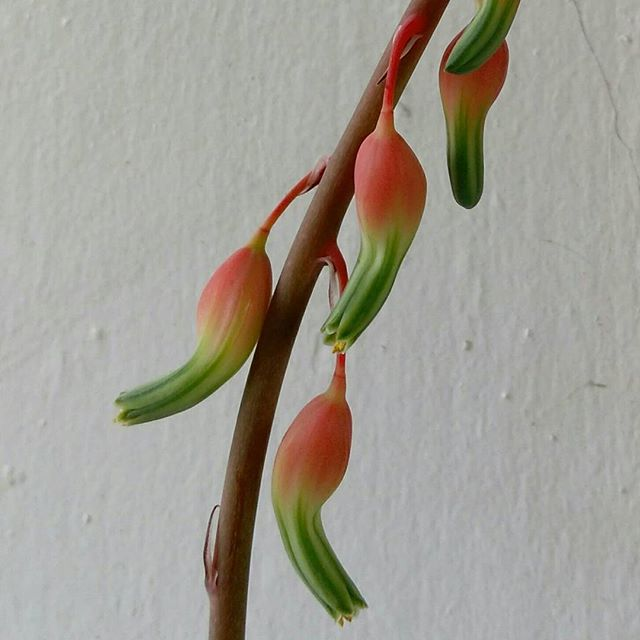
Infiorescenza

Le sue foglie carnose e screziate si sviluppano sia a rosetta che a biforcazione (dicotòmiche).
I fiori sono riuniti in una spiga che presenta fiorellini campanulati di colore verdastro o bianco-rosa.

## Tassonomia
Comprende le seguenti specie:
- Gasteria acinacifolia (J.Jacq.) Haw.
- Gasteria barbae van Jaarsv.
- Gasteria batesiana G.D.Rowley
- Gasteria baylissiana Rauh
- Gasteria brachyphylla (Salm-Dyck) van Jaarsv.
- Gasteria camillae van Jaarsv. & Molteno
- Gasteria carinata (Mill.) Duval
- Gasteria croucheri (Hook.f.) Baker
- Gasteria disticha (L.) Haw.
- Gasteria doreeniae van Jaarsv. & A.E.van Wyk
- Gasteria ellaphieae van Jaarsv.
- Gasteria excelsa Baker
- Gasteria glauca van Jaarsv.
- Gasteria glomerata van Jaarsv.
- Gasteria koenii van Jaarsv.
- Gasteria langebergensis (van Jaarsv.) van Jaarsv. & Zonn.
- Gasteria loedolffiae van Jaarsv.
- Gasteria nitida (Salm-Dyck) Haw.
- Gasteria obliqua (Aiton) Duval
- Gasteria pillansii Kensit
- Gasteria polita van Jaarsv.
- Gasteria pulchra (Aiton) Haw.
- Gasteria rawlinsonii Oberm.
- Gasteria tukhelensis van Jaarsv.
- Gasteria visserii van Jaarsv.
- Gasteria vlokii van Jaarsv.

## Coltivazione
La coltivazione delle Gasteria necessita di terreno poroso e molto drenante, composto di terra fibrosa e sabbia. Le piante andranno esposte in posizione di piena luce e leggermente assolata; se esposte in pieno sole, le foglie assumeranno uno sgradevole colore rossastro e le screziature saranno molto attenuate.
Le annaffiature dovranno essere regolari ma non troppo frequenti nel periodo primavera-autunno, ma dovranno essere del tutto sospese nel periodo invernale, periodo in cui andranno conservate ad una temperatura non inferiore ai 7 °C.
La moltiplicazione avviene facendo radicare i polloni emessi in grande quantità alla base della pianta. Si può effettuare la moltiplicazione anche per talea di foglia, ma è una tecnica molto più difficile per via della facilità a marcire e allo stesso tempo di seccare della foglia che inoltre necessiterebbe del giusto grado di umidità che questo tipo di riproduzione richiede.
Si può inoltre ottenere una riproduzione per seme avendo cura di interrare leggermente i semi in un letto di terra setacciata mista a sabbia e mantenuta umida, arieggiata e ombreggiata ad una temperatura di 21 °C.